# Fort de Vancia
Le fort de Vancia est un ancien ouvrage militaire construit de 1872 à 1878 sur le territoire des communes de Sathonay-Village et de Rillieux-la-Pape, dans le quartier de Vancia, au nord de Lyon. Il fait partie de la deuxième ceinture de Lyon et plus globalement du système Séré de Rivières.
Lors de sa construction, le fort se trouve sur le territoire de Miribel dans l'Ain (Vancia était alors un hameau de Miribel). Cette situation durera jusqu'à 1968, et l'adjonction de Vancia, à la commune de Rillieux qui passait alors du département de l'Ain à celui du Rhône. En 1972, le fort change à nouveau de commune, à la suite de la fusion de Rillieux et de Crépieux-la-Pape au sein de la nouvelle commune de Rillieux-la-Pape.

## Histoire

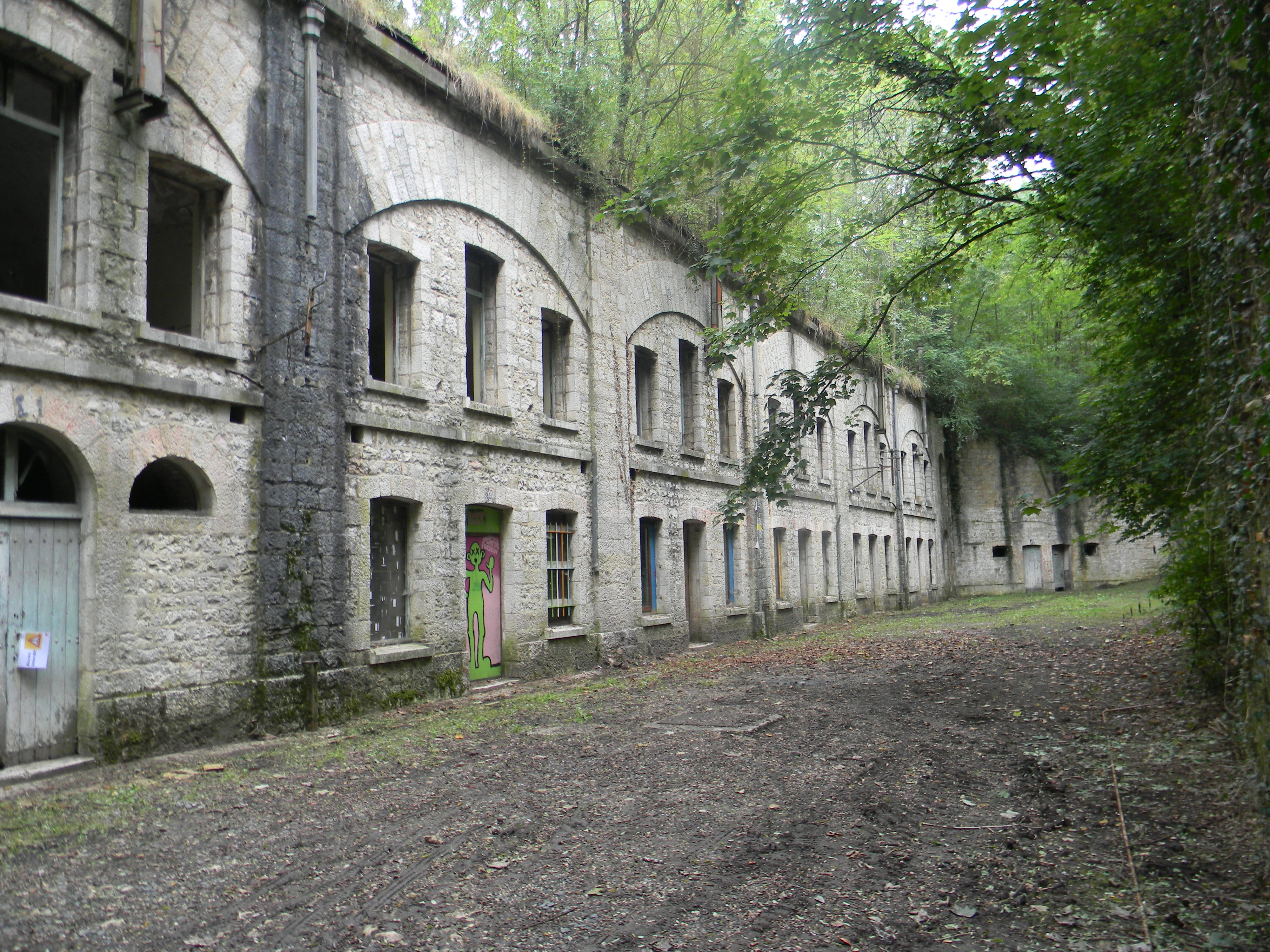
Une caserne du fort.

Ce fort de forme pentagonale couvre environ 18 hectares. Situé sur le plateau de Vancia et culminant sur la Dombes à 332 mètres d’altitude, il est disposé entre le fort du Mont-Verdun et le fort de Meyzieu. Il a ainsi été construit essentiellement dans le but de résister à une attaque allemande ou italienne en provenance de Bourg-en-Bresse, mais aussi dans le but de confiner une potentielle révolte de la ville de Lyon. 
Le fort est composé de sept batteries de 50 canons et couvert par trois batteries : Sermenaz, Neyron et Sathonay.

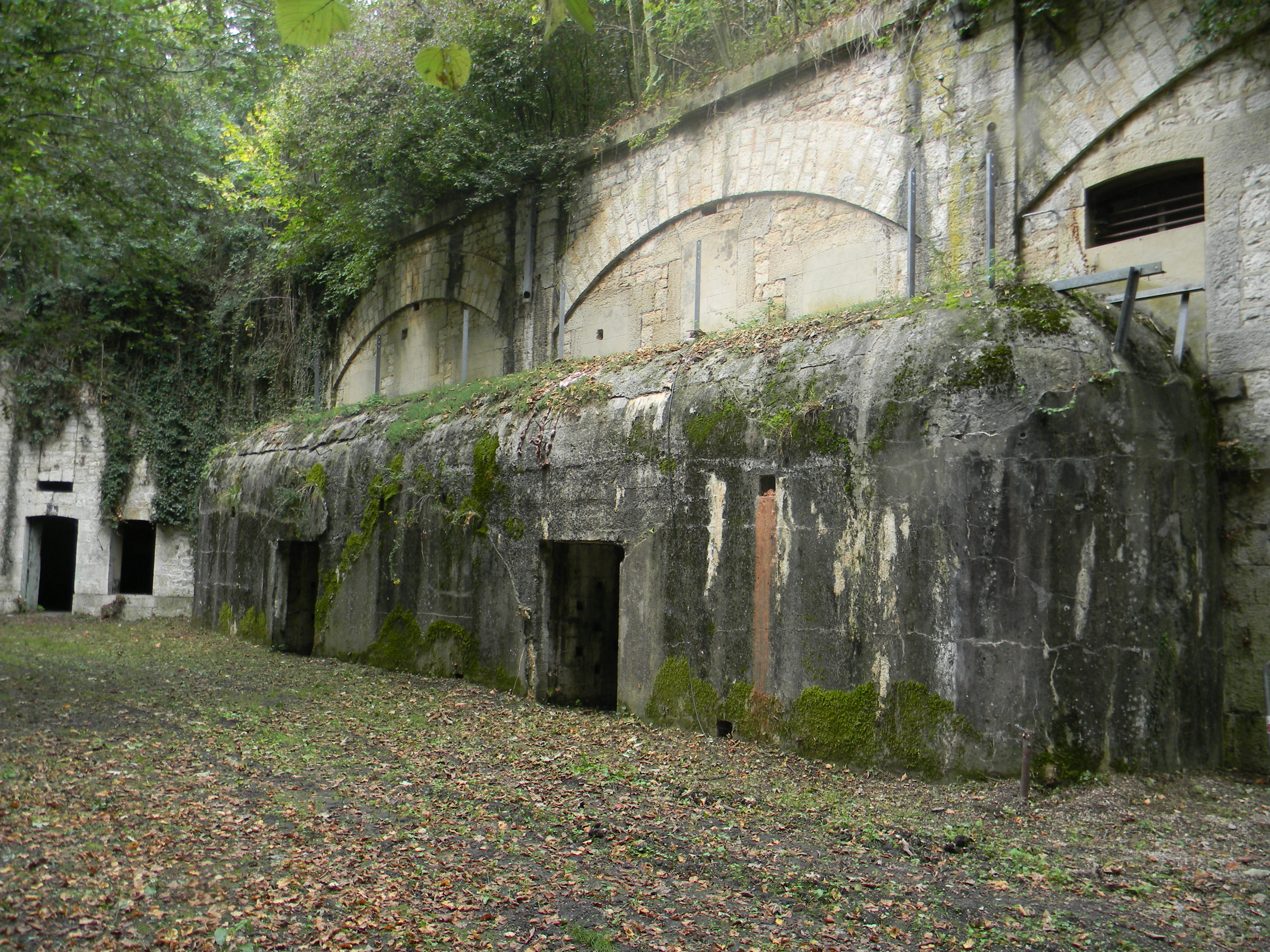
La caserne du cavalier en béton

Son organisation est très proche des plans des forts de Bron et de Feyzin, il n'est cependant pas construit en béton mais en pierre de taille, le tout entouré d'un fossé sec long d'un kilomètre ; un renforcement en béton sera ajouté sur la caserne du cavalier en 1895. Le fort a été bâti sur le sol puis recouvert par la suite de terre en provenance de l'extérieur.
Le fort avait une capacité d'accueil de 800 soldats répartis dans deux casernes à deux niveaux soit 16 000 m2, avec une cinquantaine de pièces, deux fours à charbon, des magasins et arsenaux, deux écuries, quatre cuisines, une boulangerie, quatre puits, un réservoir d'eau, un lavoir, une infirmerie, une forge, et une cinquantaine de canons. Il a coûté environ à l'époque 3 millions de francs or.
Les casernes sont composées, au rez-de-chaussée, d'une écurie ou d'un magasin, avec les chambres de la garnison à l'étage. Chaque chambre, d'une superficie de 120 m2, hébergeait 25 hommes disposés par deux en lits superposés et un officier dans un lit simple. Les repas étaient servis en chambre, le pain était suspendu dans chacune afin de le protéger des rats. Des rainures à l'intérieur de chaque fenêtre permettent de les barricader en cas de danger.
Le chemin bordant les casernes se nomme la rue des remparts et était traversé par un rail permettant, grâce à des wagons tirés par des chevaux, de ravitailler rapidement les pièces d'artillerie.
Deux magasins à poudre de 68 t et 70 t fournissent les munitions à une cinquantaine de pièces d'artillerie réparties sur onze plateformes de tir, placées en tête de l'ouvrage sur la crête de tir haute, ainsi que dans des casemates de tir indirect de type mortier. À cause du risque omniprésent d'explosion de la poudre par étincelle, l'aménagement et l'accès des magasins à poudre répondaient à diverses mesures de sécurité :
- les salles reposaient sur un plancher en bois de chêne posé au-dessus d'un vide sanitaire d'un mètre ;
- des bacs de sable permettent d'absorber l'humidité ;
- des puits de lumière permettaient de se diriger à l'intérieur en temps de paix. En temps de guerre, les puits étaient refermés et recouverts de sacs de terre. Le magasin à poudre était alors éclairé au moyen de lampes à huile placées derrière d'épaisses fenêtres ménagées en bout de salle ;
- les déplacements dans le magasin à poudre se faisaient en sabots de bois.

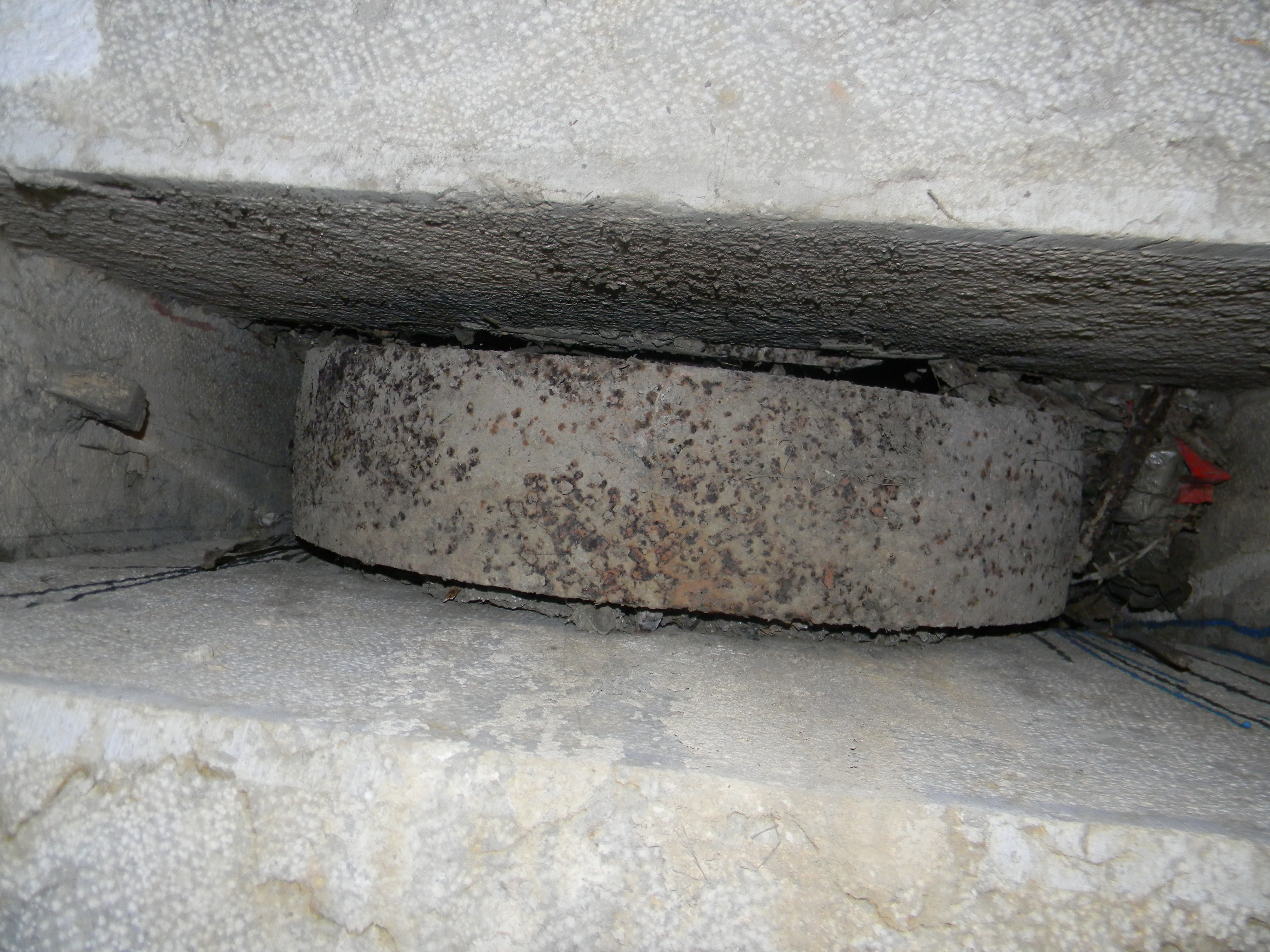
Un roulement à galet du pont

L'accès au fort était contrôlé par une caponnière placée sur un ravelin incorporé à la roche au-devant de la fosse, lui-même traversé par un pont roulant sur galets. Une épaisse porte en bois ornée de clous interdit l'accès de la caponnière de gorge. Une grille en fer sera ajoutée en 1906 avant le pont.
Le fort servit pendant la Première Guerre mondiale aux troupes françaises ; un immense lavabo collectif d'époque est encore visible de nos jours.
Avant 1939 et après la Seconde Guerre mondiale, il sert de centre logistique de regroupement pour les réservistes et les engagés volontaires, ainsi que de dépôt. 
En 1942, alors que le fort est toujours en zone libre, il est utilisé pour effectuer des tests de fusée EA-41 par le colonel Jean-Jacques Barré.
Il servit de prison aux Allemands vers la fin de la Seconde Guerre mondiale, notamment pour les opposants au régime de Franco ainsi qu'à Habib Bourguiba, futur président de la Tunisie.
Il restera propriété de l'armée jusqu'en 1999.

## 1999-2015

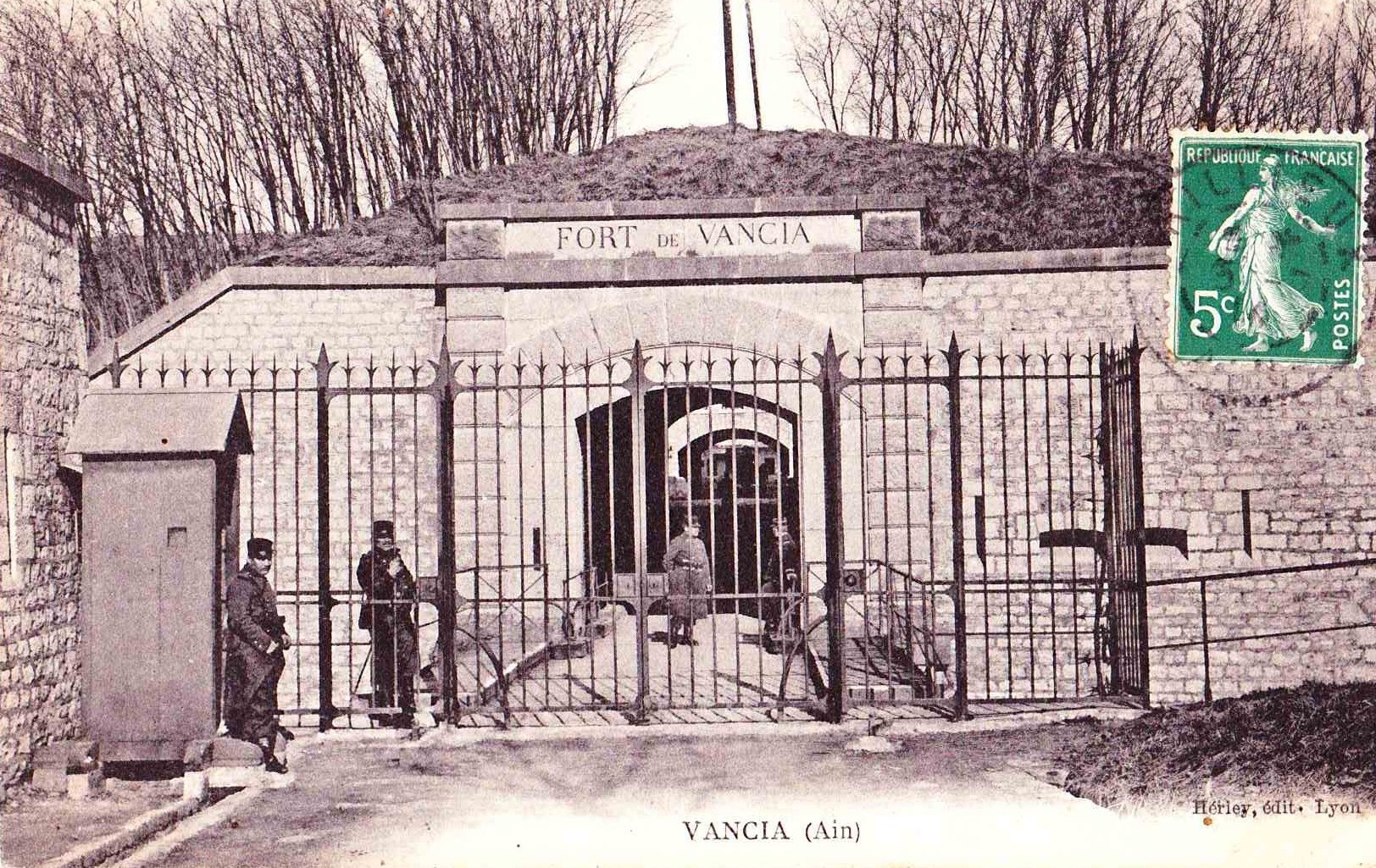
L'entrée du fort de Vancia au début du XX.

Inoccupé pendant une longue période, le fort fut envahi par une végétation dense.
Le fort de Vancia dépend actuellement d'un syndicat intercommunal à vocation unique, possédé par les communes de Sathonay-Village et de Rillieux-la-Pape. Le fort a servi occasionnellement de terrains d'entrainement pour la gendarmerie, les services d'urgences et la police municipale. Le centre de tir est resté toujours propriété du ministère de la défense. Le fort est régulièrement ouvert pour les journées du patrimoine.
Le fort a été occupé illégalement du 4 février 2011 au 18 mai 2011 par un groupe nommé La friche Vancia, collectif fort autogéré (CFA) ; la gendarmerie a procédé aux expulsions et déposé des blocs de béton devant les grilles et accès.

## Aujourd'hui
Le fort subit des aménagements depuis le 7 janvier 2015 en vue de devenir une base de loisir regroupant diverses activités sous le nom VANCIAventure. Le but de ces aménagements est de voir le fort rouvrir ses portes aux publics. Néanmoins, une grande partie de celui-ci reste sous le contrôle du syndicat intercommunal à vocation unique.
Le fort doit ouvrir au public dans le courant de l'année 2015.
Le fort accueille également une course de zombies co-organisée par VANCIAventure et Zomb'in The Dark. En 2024, 650 personnes y ont participé. 

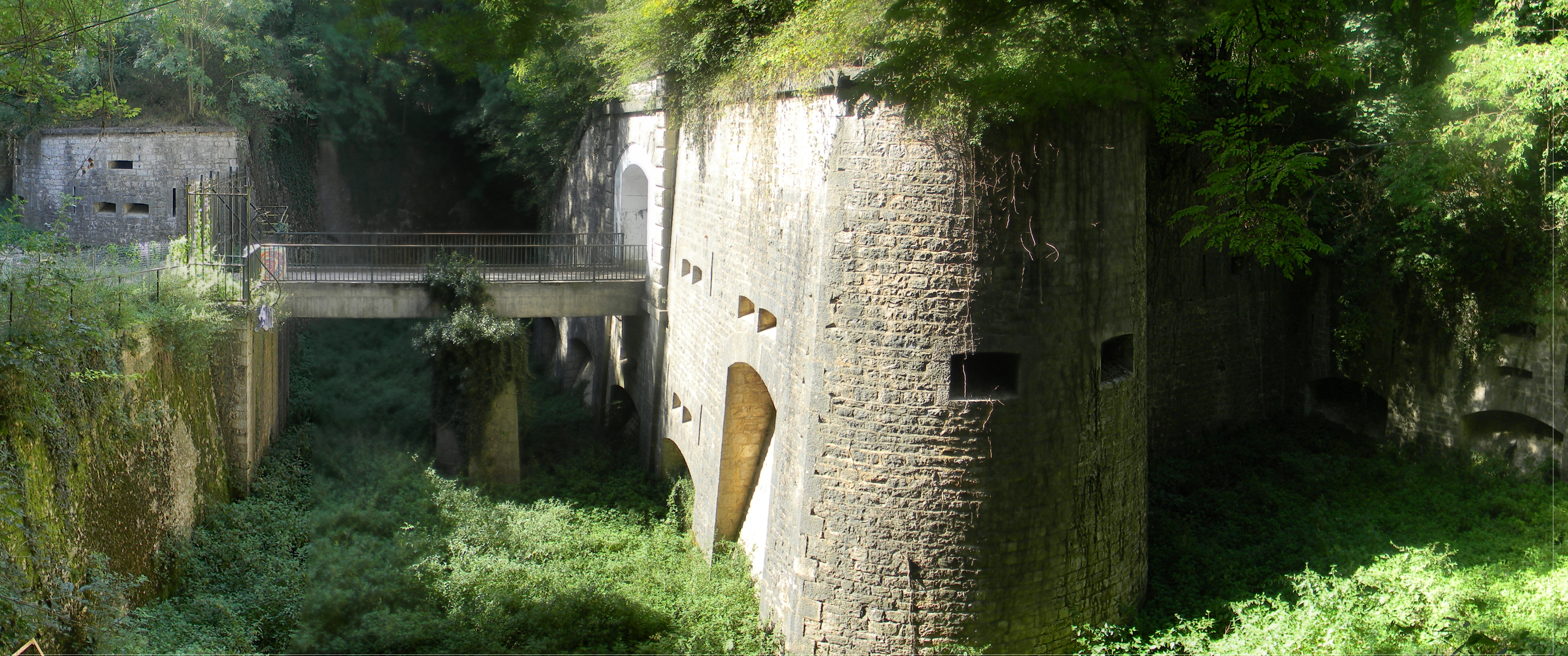
Vue panoramique du front de gorge, de gauche à droite : le ravelin, une casemate, la grille, le pont, la caponnière de gorge, le tout entouré d'un fossé.